# Caranthir

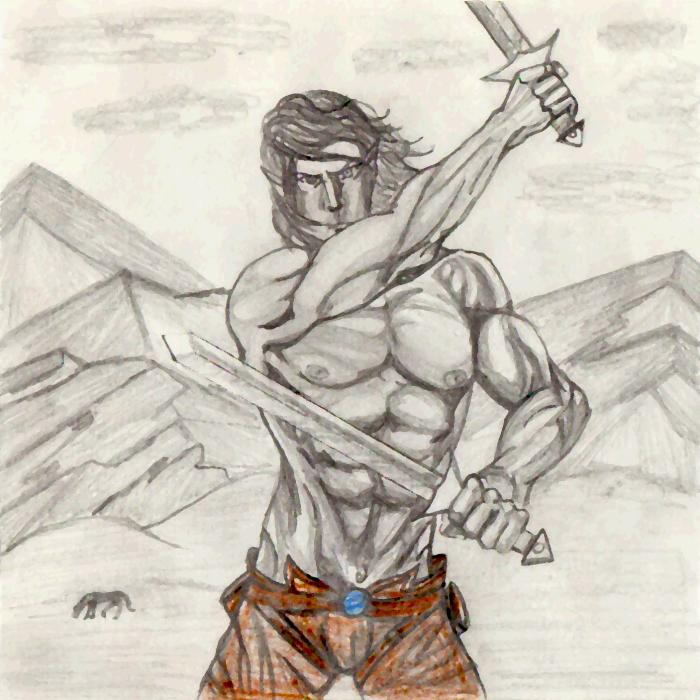
En illustration av Caranthir som övar med sina vapen.

Caranthir är en fiktiv karaktär i J.R.R Tolkiens bok Silmarillion. Han var den fjärde sonen till alven Fëanor och var även den tuffaste av hans bröder. Han kallades för "Caranthir den mörke". Hans namn på quenya är Morifinwë "Den mörke Finwë". Nerdanel gav honom modernamnet Carnistir, som betyder "Rödansikte".
Liksom de övriga av Fëanors söner var Caranthir bunden till en ed för att återfå sin fars Silmariller, som hade stulits av Morgoth. Denna ed togs av Fëanors alla sju bröder i Midgård under den Första Åldern, där de grundade olika exilvälden och förde krig mot Morgoths arméer. Men efteråt förde de krig mot andra alver, vilket ledde till att de förde förödelse över sig själva.
Caranthir var närvarande vid Alqualondë och även under skeppens bränning i Losgar. I Noldorprinsarnas råd vid Mithrim, efter Maedhros avgång, argumenterade han mot Angrod och tillrättavisades av Maedhros. Han hade lite tycke till Finarfins söner, vilka var hans kusiner. Caranthir följde med sin bror till östra Beleriand och byggde fästningar på berget Rerirs västra sluttningar. Caranthirs rike låg i Thargelion, och kallades ibland för Dor Caranthir (Caranthirs land). Hans boning låg på sjön Helevorns kuster. Efter Dagor Bragollach tog han till flykten åt söder till Amon Ereb med sin bror Amrod.
Caranthir övervakade dvärgarnas förbindelser genom hans riken och därigenom erhållit stora förmögenheter. Han var högmodig i handeln med Naugrim och därmed fanns det lite tycke mellan noldor och dvärgarna. Han räddade Haleth och hennes folk när de var bestormade av orcher. Han betraktade då människornas tapperhet och föreslog för Haleths folk att befria länderna i norr, men de vägrade och lämnade honom. Ulfangs folk svor trohet till honom och fick bosätta sig i Thargelion. Ulfangs son Uldor kom att förråda noldoralverna under Nírnaeth Arnoediad.
Caranthir dog tillsammans med sina bröder Celegorm och Curufin under det andra frände-dråpet – när Fëanors söner attackerade Menegroth för att göra anspråk på silmarillerna från alvkungen Dior.
Han kallades för Cranthor i De förlorade sagornas bok och Cranthir i de tidiga versionerna av Quenta Silmarillion. I en version av berättelsen så attackerade och krossade Caranthir dvärgarna på Nogrod efter deras plundring av Doriath.